# كيمياء سريرية

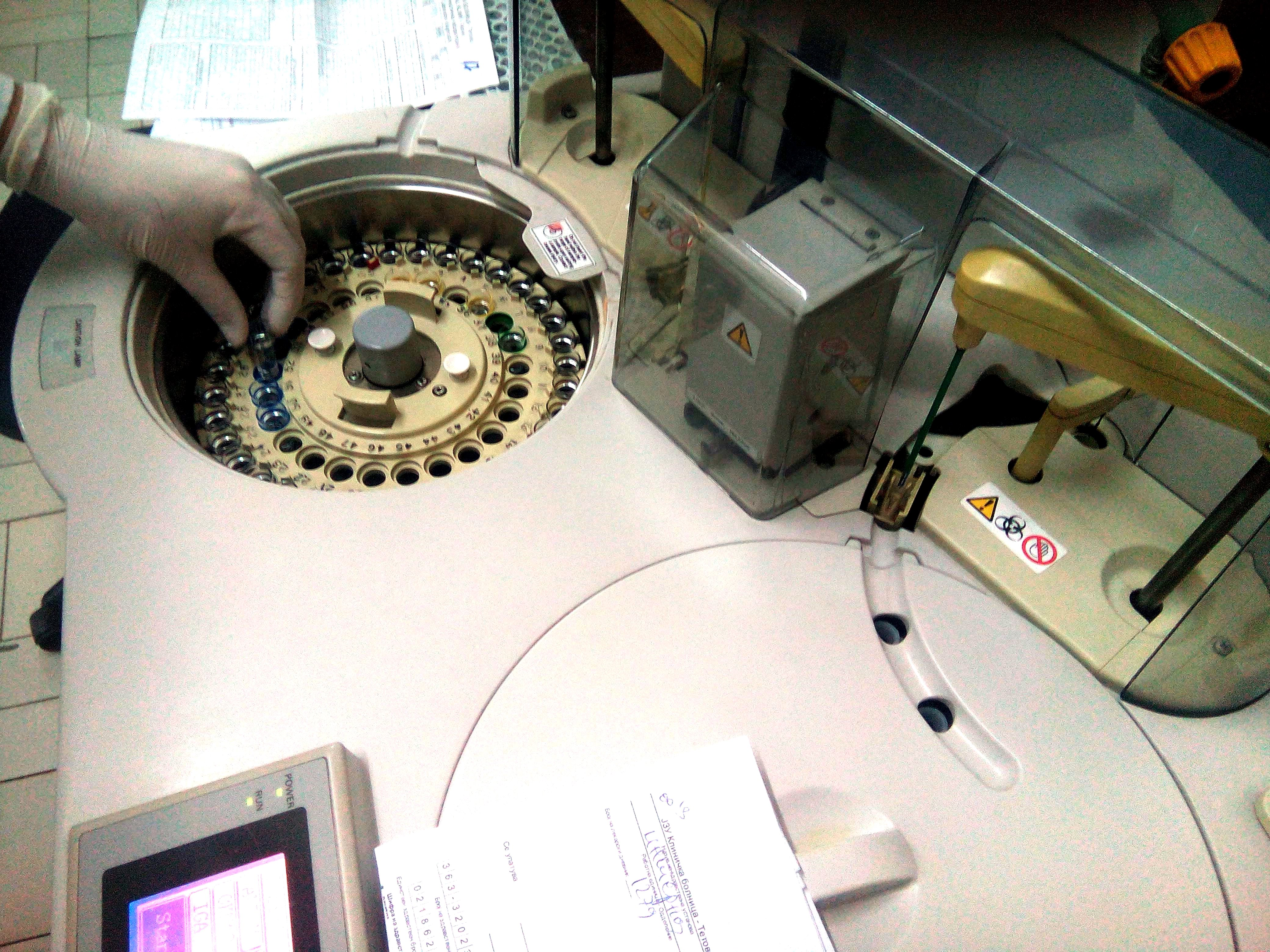

الكيمياء السريرية (بالإنجليزية: Clinical chemistry)‏ (وتُعرف أيضاً بأسماء أخرى مثل: الكيمياء الحيوية السريرية clinical biochemistry, أو علم الأمراض الكيميائي chemical pathology , أو الكيمياء الحيوية الطبية medical biochemistry أو  كيمياء الدم البحتة pure blood chemistry) وهو أحد فروع علم الأمراض الذي يهتم بشكل عام على تحليل سوائل الجسم.
نشأ هذا التخصص في أواخر القرن التاسع عشر وكان يُستعمل فيها الاختبارت الكيميائية البسيطة التي كانت تُجرى على مجموعة من المركبات المختلقة للدم وللبول. وفي وقت لاحق تم تطبيق تقنيات أخرى، ومن ضمنها استعمال وقياس نشاط الإنزيمات, والمطيافية الضوئية spectrophotometry, والرحلان الكهربائي electrophoresis والمعايرة المناعية immunoassay.
إن أكثر المختبرات الموجودة حالياً تم تطويرها بشكل عالي، حيث يُستخدم فيها فحوصات تقوم برصد دقيق، وتتحكم بها إنظمة ذات جودة عالية.
إن الاختبارات التي تتطلب إلى قياس وفحص خلايا الدم، بالإضافة إلى دراسة تخثر الدم، غير مدرجة في هذا الفرع من علم الأمراض عند العديد من الدول، مثل المملكة المتحدة. وإنما تُدرس في إطار علم الدم hematology, بينما هناك العديد من الدول الأخرى تقوم بتدريس هذه التخصصات مع علم المناعة immunology وعلم الأحياء المجهري ضمن تخصص واحد تحت مسمى «طب المختبرات».
إن جميع اختبارات الكيميائية الحيوية تأتي ضمن علم الأمراض الكيميائي. ويمكن تطبيق هذه الاختبارات على أي نوع من سوائل الجسم, ولكن أكثرها تُطبق على المصل أو البلازما. المصل Serum هو الجزء الأصفر المائي من الدم التي تخرج عندما يتخثر الدم وتُزال جميع خلاياها. وتتم بسهولة هذه العملية عن طريق الطرد المركزي التي تقوم بحشد خلايا وصفائح الدم المكثفة ونقلها إلى قاع الأنبوب الطرد المركزي، تاركاً بذلك الجزء السائل -المصل- تفرز من أعلى تلك الخلايا المكتظة. أما البلازما فهي تشبه المصل في الأساس، لكن يمكن الحصول عليها عن طريق القيام بعملية الطرد المركزي على الدم بدون الحاجة إلى التخثر. وبذلك تحتوي البلازما على كل عوامل التخثر، ومن ضمنها الفيبرينوجين.
تتقبل المختبرات الطبية الكبيرة العينات الدوائية بعد إجراء 700 نوع مختلف من الاختبارات عليها. لكن حتى أكبر المختبرات، نادراً ما تقوم بتلك الاختبارات كلها بمفردهم، بل أنهم يأخذوا المساعدة من المختبرات الأخرى.
يمكن لهذا النطاق الضخم من الاختبارات أن تتحول من تصنيفات-فرعية إلى اختصاصات-فرعية لأحدى هذه العلوم:
- الكيمياء العامة أو العادية
- علم الغدد الصماء Endocrinology- دراسة الهرمونات
- علم المناعة Immunology- دراسة الجهاز المناعي والأجسام المضادة
- علم الصيدلة أو علم السموم - دراسة المواد المخدرة

## اختبارات علم الأمراض الكيميائي
تتضمن اختبارات علم الأمراض الكيميائي الشائعة على:
- صوديوم;
- بوتاسيوم;
- كلورايد;
- بيكربونات;
- يوريا;
- كرياتينين Creatinine;
- كالسيوم;
- فوسفات;
- ألبومين;
- بيلوروبين Bilirubin;
- AST;
- ALT;
- GGT;
- ألكلين فوسفاتيز أو فوسفاتيز قلوي;
- مغنسيوم;
- اسمولية Osmolality;
- حمض البول Urate;
- حديد;
- ترانسفيرين Transferrin;
- مجموع البروتين Total protein;
- غلوبيولين;
- غلوكوز;
- بروتين سي-التفاعلي C-reactive protein;
- اختبار الهيموغلوبين الغليكوزيلاتي (غليكوهيموغلوبين glycohemoglobin).
- غازات الدم ({\displaystyle [H^{+}],P_{{\mathrm {CO} }_{2}},P_{{\mathrm {O} }_{2}}})